# 戴維森島
戴維森島（英語：Davidson Island），是南極洲的島嶼，位於葛拉漢地，處於沃蘭島和沙爾岩之間的克里斯塔爾灣，根據美國探險隊拍攝的空中照片被繪入地圖，現時由南極條約體系管理。